# Dunanui
Dunanui ist eine altägyptische Gottheit und zugleich Hauptgott im 18. oberägyptischen Falkengau. Im Mittleren Reich verkörperte Dunanui den „Hinterkopf des Verstorbenen“. In den Pyramidentexten galt er als „Gott des Ostens“.
Ab dem Neuen Reich trat er gemeinsam mit Seth, Horus und Thot in der zweiten Szene des Mundöffnungsrituals in Verbindung mit Iunmutef auf, der die rituellen Reinigungen am Verstorbenen durchführte. Spätestens ab der griechisch-römischen Zeit ist Dunanui Gott des 27. Mondmonatstages. Der König (Pharao) gilt nun als Abbild des Geb und Dunanui.
Ikonografisch wird Dunanui im Neuen Reich als stehende Gottheit dargestellt. In der Spätzeit erfolgt die Darstellung ebenfalls als stehende Gottheit, jedoch mit unklarem Kopf, die in jeder Hand eine Schlange hält und auf einer Schildkröte und einem Krokodil steht. In griechisch-römischer Zeit erscheint Dunanui als auf einem Podest stehender Falke mit ausgebreiteten Schwingen.